# Tenson kōrin
 (août 2015).
Si vous disposez d'ouvrages ou d'articles de référence ou si vous connaissez des sites web de qualité traitant du thème abordé ici, merci de compléter l'article en donnant les références utiles à sa vérifiabilité et en les liant à la section « Notes et références ».

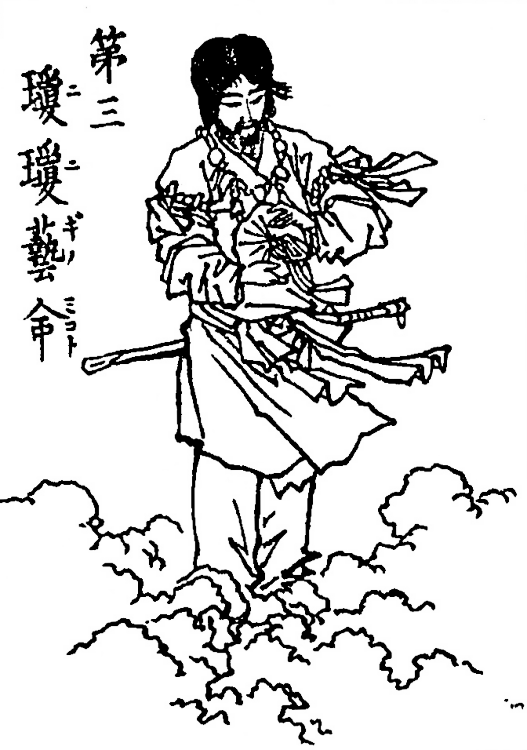
Ninigi-no-Mikoto.

Dans la mythologie japonaise, tenson kōrin (天孫降臨) est le nom donné à la descente de Ninigi-no-Mikoto, petit-fils d'Amaterasu, du ciel (Takamagahara) au monde des hommes appelé Ashihara no Nakatsukuni. 
Plusieurs Amatsukami accompagnent Ninigi dans sa descente, en tant que ses suivants. D'après le Kojiki, les 5 principaux sont : 
- Ame-no-koyane-no-Mikoto : ancêtre divin du clan Nakatomi, c'est-à-dire du clan Fujiwara, il récite les Norito dans le mythe de la Grotte Céleste pour faire sortir Amaterasu, raison pour laquelle ses descendants Nakatomi forment un clan spécialisé dans la Liturgie de la Cour Impériale. Amaterasu lui confie aussi la tâche de protéger Yata-no-kagami dans l'enceinte du Palais Impérial, ce qui lui confère une position privilégiée à la Cour, celle de Tennō hohitsu no kami, dieu assistant de l'Empereur. Dans la pensée Shintoïste, célébrer les dieux lors de festivals (Matsuri) est très similaire aux affaires de gouvernance (Matsuri-goto), et c'est sur la base de ce raisonnement, et celui de la monopolisation des alliances matrimoniales avec l'Empereur en titre, que le clan Fujiwara parvint à établir une oligarchie à son compte. 
- Futodama-no-Mikoto : ancêtre divin du clan Inbe, chargé d'un rôle liturgique à la Cour. Il a effectué les rites divinatoires dans le mythe de la grotte céleste, et érigé 500 Sakaki (arbres sacrés) décorés de miroirs et de joyaux Magatama en compagnie de Ame-no-Koyane. 
- Ame-no-Uzume-no-Mikoto : déesse de la danse et de la joie, dans le mythe de la Grotte Céleste elle assume le rôle de Chamane pour faire sortir Amaterasu, et dans celui de Tenson Korin elle rallie à la cause de Ninigi le dieu Sarutahiko. Leurs descendants forment le clan Sarume, aujourd'hui disparu (leurs rôles est aujourd'hui essentiellement assumé par les prêtresses Miko). 
- Ishikoridome-no-Mikoto : Kami ancestral d'un clan spécialisé dans la fabrication de miroirs, qui serviront par la suite de Go-Shintai dans les sanctuaires Shintoïstes. Probablement le dieu ayant façonné Yata-no-Kagami, puisque Kogo Shūi dit que le Miroir sacré qu'il fabriqua à la demande de Omoikane-no-Mikoto fut placé dans le Sanctuaire d'Ise. 
- Tamanooya no mikoto : kami ancêtre d'un clan spécialisé dans l'orfèvrerie. Peut être le créateur du Yasakani-no-Magatama. 
Sendai kuji hongi dit que 32 kami accompagnent Ninigi, parmi lesquels Ame-no-Tajikarao-no-kami (天手力男神) le dieu de la Force physique, Omoikane-no-kami le dieu de l'intelligence et Ame-no-Iwato-Wake-no-kami(天石門別神) le dieu des portes et des entrées. Les Amatsukami emmènent aussi avec eux des épées, des arcs et des flèches, et autres fournitures militaires, pour achever la conquête déjà entreprise par Takemikazuchi-no-kami, qui a fait précédemment le voyage au pays d'Izumo. 
D'après l'une des versions du mythe présentée dans le Nihongi, cet événement a lieu 1 789 870 ans avant l'intrônisation de l'Empereur Jimmu-tennō en 660 avant Jésus-Christ. 